# Benthamiella
Genre
Benthamiella est un genre de plantes de la famille des Solanaceae.

## Liste d'espèces
Selon NCBI (24 mars 2012), il existe deux espèces :
- Benthamiella azorella
- Benthamiella skottsbergii